# Памлик
Памлик (на английски: Pamlico) е северноамериканско индианско племе, което през 17 век живее южно от река Памлико в днешните окръзи Бюфорт и Памлико в Северна Каролина. През 1600 г., заедно с индианците Беър Ривър са оценени на 1000 души общо. За пръв път англичаните ги споменават през 1685 г. под името „Помоуик“. Името им е изписвано още и като „Памлико“, „Памптикуг“ и „Паниуиок“. През 1696 г. племето едва не е унищожено от епидемия от едра шарка. През 1710 г. се споменава, че живеят в едно малко село и разполагат само с 15 войни. Памлик е едно от малките племена, които се присъединяват към тускарора във войната им срещу колонистите през 1711 г. Малките племена като кори и индианците Беър Ривър продължават да нападат заселниците по реките Нюси и Памлико през цялата 1712 г. След подписването на мирния договор, тускарора се съгласяват да унищожат своите бивши съюзници, включително и памлик, които все още са опасност за колонистите. Тези, които оцеляват след това вероятно заживяват като роби сред тускарора.